# اوگو، آکیتا
اوگو، آکیتا (به لاتین: Ugo, Akita) یک منطقهٔ مسکونی در ژاپن است که در استان آکیتا واقع شده‌است. اوگو ۲۰۳٫۵۷ کیلومترمربع مساحت و ۱۵٬۹۴۸ نفر جمعیت دارد.